# ASOBI同盟
ASOBI同盟（あそびどうめい）は、日本の男女混合2人組ボーカル音楽ユニット。メンバーは女の子担当りみーと女の子以外担当とくみくす。大学(近畿大学)の元先輩・後輩で2021年結成。大阪府大阪市出身。所属レーベルはArtPoolRecords。ファンの総称は「ASOBI隊」。ユニットのテーマカラーは白。

## 来歴
- 2021年
  - 8月 - 結成。
  - 9月 - ファンクラブ開設[1]。
- 2022年
  - 4月 - 1stシングル『愚痴り合い』をリリース。
- 2023年
  - 4月 - 3rdシングル『誰も彼も何処も何も知らない』がTOKYO MX『天国大魔境』のエンディングテーマに起用され、自身初のタイアップとなる。
  - 5月 - 『誰も彼も何処も何も知らない』をNBCユニバーサル・エンターテイメントジャパンからシングルをリリースしメジャー・デビュー。
  - 12月 - YouTube Creator Collective at Mashup Nightに参加[注 1]。
- 2024年
  - 7月 - 5thシングル『結婚行進曲』が毎日放送/TBSテレビ系日5『夜桜さんちの大作戦』のエンディングテーマに起用される。
  - 8月 - 『結婚行進曲』のシングルをリリース。同シングル発売記念オンラインサイン会を開催[2]。
  - 8月 - インドネシアにて初めての海外ライブを開催。
  - 10月 - 6thシングル『王様だーれだっ』がTOKYO MX『合コンに行ったら女がいなかった話』のエンディングテーマに起用される。
  - 10月 - なすお☆のワンマンライブにゲスト出演。
  - 12月 - 自身初となるアルバム『ドウメイ』をリリース。

- 2025年
  - 4月 - 大阪府内のなすお⭐︎のライブにゲスト出演。
  - 8月 - 中国・海南省儋州市 海花島にて『幻想共鳴ACGスーパーライブ』に出演[3]。

## メンバー
| 名前               | 生年月日               | 出身地         | 血液型 | MBTI | 身長  | メンバーカラー | 備考                                   |
| ------------------ | ---------------------- | -------------- | ------ | ---- | ----- | -------------- | -------------------------------------- |
| とくみくす TOKUMIX | 1995年11月10日（29歳） | 大阪府富田林市 | B型    | ENFP | 168cm | 緑             | ボーカル・ギター・コーラス・作曲・作詞 |
| りみー RiMy        | 1999年4月17日（26歳）  | 大阪府         | O型    | ENTJ | 154cm | 赤             | ボーカル・コーラス・作詞・作曲         |

## ディスコグラフィ

### シングル
|     | 発売日         | タイトル                          | 規格                   | 作詞               | 作曲               | 収録アルバム | MV     | カラオケ    |
| --- | -------------- | --------------------------------- | ---------------------- | ------------------ | ------------------ | ------------ | ------ | ----------- |
| 1st | 2022年4月29日  | 愚痴り合い                        | デジタル・ダウンロード | りみー             | とくみくす         | （未収録）   | [ 4 ]  | -           |
| 2nd | 2022年11月1日  | だるまさんが転んだ                | デジタル・ダウンロード | りみー             | とくみくす         | （未収録）   | [ 5 ]  | - DAM       |
| 3rd | 2023年5月24日  | 誰も彼も何処も何も知らない        | CD                     | りみー             | とくみくす         | ドウメイ     | [ 7 ]  | - DAM - JOY |
| 4th | 2024年4月3日   | 僕はストーカーです                | デジタル・ダウンロード | りみー・とくみくす | とくみくす・りみー | ドウメイ     | [ 10 ] | - JOY       |
| 5th | 2024年8月21日  | 結婚行進曲                        | CD                     | 雨曇・田中輝       | 雨曇               | ドウメイ     | [ 12 ] | - DAM - JOY |
| 6th | 2024年10月5日  | 王様だーれだっ                    | デジタル・ダウンロード | りみー・とくみくす | とくみくす・りみー | ドウメイ     | [ 15 ] | - DAM - JOY |
| 7th | 2024年10月14日 | 夜桜#1/結婚行進曲(最終話特別ver.) | デジタル・ダウンロード | りみー・とくみくす | とくみくす・りみー | ドウメイ     | -      | -           |
| 8th | 2024年12月7日  | バッドバースデー                  | デジタル・ダウンロード | りみー・とくみくす | とくみくす・りみー | ドウメイ     | [ 18 ] | - DAM - JOY |
| 9th | 2025年1月10日  | 思い出メモリー                    | デジタル・ダウンロード | りみー・とくみくす | とくみくす・りみー | （未収録）   | [ 21 ] | -           |

### ミニアルバム
|     | 発売日         | タイトル | 規格 | 規格品番                | オリコン |
| --- | -------------- | -------- | ---- | ----------------------- | -------- |
| 1st | 2024年12月18日 | ドウメイ | CD   | GNCA-1639（通常盤）     |          |
| 1st | 2024年12月18日 | ドウメイ | CD   | GNCA-1638（初回限定盤） |          |

## タイアップ一覧
| 起用年 | 曲名                       | タイアップ先                                                   |
| ------ | -------------------------- | -------------------------------------------------------------- |
| 2023年 | 誰も彼も何処も何も知らない | TOKYO MX『天国大魔境』エンディングテーマ                       |
| 2024年 | 結婚行進曲                 | MBS/TBS系日5『夜桜さんちの大作戦』第2クールエンディングテーマ  |
| 2024年 | 王様だーれだっ             | TOKYO MX『合コンに行ったら女がいなかった話』エンディングテーマ |

## ライブ

### ワンマンライブ・主催イベント
| 開催日         | イベント名                                  | 開催場所                                   |
| -------------- | ------------------------------------------- | ------------------------------------------ |
| 2022年07月23日 | ASOBI同盟初！【無料ライブ】                 | iBoy(大阪府)                               |
| 2022年07月31日 | 大阪無料ライブ                              | iBoy(大阪府)                               |
| 2022年08月07日 | 夏休み無料ライブ                            | iBoy(大阪府)                               |
| 2022年08月12日 | 夏休み無料ライブ                            | iBoy(大阪府)                               |
| 2022年08月20日 | 夏休み無料ライブ                            | iBoy(大阪府)                               |
| 2022年11月26日 | ASOBI同盟年内ラストワンマンライブ           | KuRaGe(大阪府)                             |
| 2024年06月02日 | ASOBI同盟ファンクラブ限定無料ワンマンライブ | unravel tokyo(東京都)                      |
| 2025年05月24日 | ASOBI同盟ワンマンライブ2025                 | BIG CAT                                    |
| 2025年08月23日 | ASOBI同盟ファンクラブ限定ワンマンライブ2025 | ESPエンタテインメント大阪校「CLUB GARDEN」 |
| 2025年11月15日 | ASOBI同盟初ホールワンマンライブ2025         | ヒューリックホール東京                     |

### フリーライブ
| 開催日         | 開催場所                                 |
| -------------- | ---------------------------------------- |
| 2022年05月04日 | ヨドバシカメラマルチメディア梅田(大阪府) |
| 2023年02月18日 | ヨドバシカメラマルチメディア梅田         |
| 2023年04月15日 | ヨドバシカメラマルチメディア梅田         |
| 2023年05月27日 | ヨドバシカメラマルチメディア梅田         |
| 2023年06月10日 | タワーレコード名古屋パルコ店(愛知県)     |
| 2023年07月01日 | ららぽーとTOKYO-BAY(千葉県)              |
| 2023年07月29日 | イオンモール広島祇園(広島県)             |
| 2023年08月20日 | ヨドバシカメラマルチメディア梅田         |
| 2024年08月25日 | ヨドバシカメラマルチメディア梅田         |
| 2024年09月29日 | 汐留シオサイト地下歩道(東京都)           |
| 2024年11月24日 | カメイドクロック(東京都)                 |
| 2024年12月21日 | イオンモール名古屋茶屋(愛知県)           |
| 2024年12月22日 | 有明ガーデン(東京都)                     |
| 2025年02月11日 | umie(兵庫県)                             |
| 2025年02月15日 | ヨドバシカメラマルチメディア梅田         |

## 出演イベント
| 開催日         | イベント名                             | 開催場所                         |
| -------------- | -------------------------------------- | -------------------------------- |
| 2022年08月22日 | my HERO festival 2022                  | LINE CUBE SHIBUYA(東京都)        |
| 2022年11月03日 | 近畿大学生駒祭                         | 近畿大学東大阪キャンパス(大阪府) |
| 2023年10月22日 | 津田塾大学津田塾祭                     | 津田塾大学(東京都)               |
| 2024年11月23日 | Lemino presents ANIMAX MUSIX 2024 FALL | 横浜アリーナ(神奈川県)           |
| 2025年03月09日 | つむぐ文化祭                           | イオンモールむさし村山(東京都)   |
| 2025年03月28日 | 最強エンタメくら部                     | GORILLA HALL OSAKA(大阪府)       |